# Установка підготовки Орбост (Патрісія-Балін)
Установка підготовки Орбост (Патрісія-Балін) — елемент нафтогазової інфраструктури Австралії на південному сході країни, на узбережжі Бассової протоки.
У 2003 році в басейні Гіпсленд почалась розробка офшорного газового родовища Патрісія-Балін, продукцію якого подали до берегової установки підготовки. Для видачі товарного газу спорудили перемичку завдовжки 12 кілометрів до газопроводу Лонгфорд – Сідней.
Ресурси Патрісія-Балін були невеликі, тому вже з 2009-го установка працювала з ресурсом іншого офшорного родовища Лонгтом, що надходив через той самий трубопровід. На відміну від «сухого» газу Патрісія-Балін продукція Лонгтом була багата на гомологи метану, тому установку підготовки розширили внаслідок секції вилучення конденсату. Вивезення конденсату організували на нафтопереробний завод у Джилонзі.
Станом на 2015 рік запаси Лонгтом також були вже в цілому виснажені й установку законсервували.
У 2020-му майданчик знову став до ладу, тепер уже під назвою Орбост та з розрахунку на ресурс, що надходить по трубопроду Соул – Орбост. У межах проєкту потужність майданчика збільшили до 1,8 млн м3 на добу та надали йому здатність вилучати сірководень і ртуть. Також встановили чотири генераторні установки потужністю по 1,5 МВт.